# Paraulopus atripes
Paraulopus atripes är en fiskart som beskrevs av Sato och Tetsuji Nakabo 2003. Paraulopus atripes ingår i släktet Paraulopus och familjen Paraulopidae. Inga underarter finns listade i Catalogue of Life.